# Berdechów
Berdechów [pronunciación en polaco: /bɛrˈdɛxuf/] es un pueblo ubicado en el distrito administrativo de Gmina Bobowa, dentro del Condado de Gorlice, Voivodato de Pequeña Polonia, en Polonia del sur. Se encuentra aproximadamente a 3 kilómetros al norte de Bobowa, a 19 kilómetros al noroeste de Gorlice, y a 82 kilómetros al sureste de la capital regional Cracovia.